# Hoàn Di
Hoàn Di (chữ Hán: 桓彝, 276 – 328), tự Mậu Luân, người Long Kháng, nước Tiếu, danh sĩ, quan viên nhà Đông Tấn, bị giết trong loạn Tô Tuấn. Ông là cha của quyền thần Hoàn Ôn, ông nội của Sở đế Hoàn Huyền.

## Xuất thân danh môn
Hoàn Di sinh ra trong 1 gia đình thế tộc, là cháu 9 đời của Kinh học đại sư Hoàn Vinh nhà Hán. Cha là Hoàn Hạo, làm đến Lang Trung, mất sớm.
Di mồ côi, nhà lại nghèo, tuy túng thiếu, nhưng luôn vui vẻ. Tính thông minh hào sảng, sớm đã rất nổi tiếng. Từ nhỏ đã có thâm giao với Dữu Lượng, rất được Chu Nghĩ xem trọng. Ông là một trong "Giang Tả bát đạt", nổi tiếng vì những hành vi cuồng ngạo trong giới sĩ tộc miền nam.
Khi trưởng thành, bắt đầu làm Châu chủ bộ. Trong loạn bát vương, đi theo nghĩa binh của Tề vương Tư Mã Quýnh, được bái Kị đô úy. Khi Tư Mã Duệ (sau này là Tấn Nguyên đế) đang làm thừa tướng, nhận chức An đông tướng quân, Thuân Tù  lệnh. Sau đó được gọi làm Thừa tướng trung binh thuộc, rồi dời làm Trung thư lang, Thượng thư Lại bộ lang, bắt đầu nổi tiếng ở triều đình. Về sau vì Vương Đôn nắm quyền, kỵ hiềm những sĩ phu có tiếng tăm, nên cáo bệnh mà bỏ chức.
Năm Thái Ninh thứ 2 (324), Tấn Minh đế hạ chiếu thảo phạt Vương Đôn đang bệnh sắp chết, mệnh cho Hoàn Di làm Tán kị thường thị, tham gia bày mưu. Sau khi bình định loạn Vương Đôn, ông nhờ công được phong làm Vạn Ninh huyện nam.

## Tử tiết báo quốc
Khi ấy quận Tuyên Thành  thường phát sinh biến loạn. Vì đây là địa phương trọng yếu che chắn cho Kiến Khang, Đan Dương doãn Ôn Kiệu tiến cử Hoàn Di ra nhậm chức Tuyên Thành thái thú , trị lý Tuyên Thành. Ban đầu Minh đế muốn giữ ông ở lại triều đình, không cho. Về sau vì ông dâng sớ tự tiến, bèn bổ ông làm Tuyên Thành nội sử . Hoàn Di sau khi nhậm chức, có tiếng là giỏi chính sự, được trăm họ yêu mến.
Năm Hàm Hòa thứ 2 (327), Tô Tuấn lấy lý do Dữu Lượng chuyên quyền mà khởi binh tấn công Kiến Khang. Hoàn Di được tin, lập tức mộ lấy nghĩa binh đi Kiến Khang thảo phạt phản quân. Ông một mặt phái Chu Xước đi trước đến Vu Hồ  chống giặc, một mặt báo lên triều đình. Dữu Lượng phái Tư Mã Lưu thảo phạt, nhưng thảm bại, bèn mệnh Hoàn Di tiếp tục thảo phạt. Ông lo rằng Tuyên Thành phòng bị mỏng yếu, vì thế lui về Quảng Đức , rồi lại lui về huyện Kính, tại Ô Khê lĩnh đắp công sự chống cự.
Thế lực của phản quân quá lớn, Trưởng sử Bì Huệ khuyên Hoàn Di trá hàng, để tránh nguy hiểm, ông cự tuyệt. Hoàn Di phái Du Túng giữ chặt cửa ngõ của huyện Kính là Thạch Lan. Tướng của Tô Tuấn là Hàn Hoảng công phá Thạch Lan, Túng quyết không phụ Hoàn Di, tận lực mà chết. Phản quân thừa thắng tiến đánh, huyện Kính thế cô lực mỏng, không sao địch nổi. Thành vỡ, Hoàn Di trên đường rút lui thì bị hại, được 53 tuổi.
Di có năm con trai là Ôn, Vân, Khoát, Bí, Xung. Khi ấy các con của ông đều tránh nạn, nhân dân Tuyên Thành cùng nhau chôn cất Hoàn Di.
Loạn Tô Tuấn bình xong, được truy tặng Đình úy, thụy hiệu là Giản, trong những năm Hàm An (371 -372), đổi tặng Thái thường. Du Túng được truy tặng Hưng Cổ thái thú.
Đời sau vì kỷ niệm khí khái anh dũng kháng địch của Hoàn Di, tại nơi ông ngộ hại lập mộ Hoàn Công. Trong những năm Chính Đức (1506 – 1521) nhà Minh, ở bên mộ xây dựng Hoàn Công từ.